# N-Acetilmanosamina
La N-Acetilmanosamina es un monosacárido implicado en diversos procesos metabólicos. Pertenece al grupo de los amino azúcares y forma parte de diversas moléculas como el ácido neuramínico, los glicolípidos y las glicoproteínas. También es utilizado como sustrato para la síntesis de ácido siálico.